# Список найбільших охоронюваних територій світу

## Найбільші охронювані території світу
| Назва | Країна                                                                                     | Розмір (км2) | Дата заснування | Джерело |
| --- | ------------------------------------------------------------------------------------------ | ------------ | --------------- | ------- |
| National Park of the Coral Sea | Франція                                                                                    | 1292967      | 2012            |         |
| Pacific Remote Islands Marine National Monument | США                                                                                        | 1271500      | 2014            | [ 1 ]   |
| South Georgia Marine Protected Area | Велика Британія                                                                            | 1070000      | 2012            |         |
| Coral Sea Commonwealth Marine Reserve | Австралія                                                                                  | 989842       | 2012            | [ 2 ]   |
| Ґренландський національний парк | Гренландія                                                                                 | 972000       | 1974            | [ 3 ]   |
| Chagos Marine Protected Area | Британська територія в Індійському океані/Архіпелаг Чагос (Британські заморські території) | 640000       | 2010            | [ 4 ]   |
| Національний парк Ахаггар | Алжир/Сахара                                                                               | 450000       | 1987            | [ 5 ]   |
| Заповідна територія островів Фенікс | Кірибаті (Острови Фенікс)                                                                  | 408250       | 2008            | [ 6 ]   |
| Папаханаумокуакеа - Hawaiian Islands National Wildlife Refuge - Midway Atoll National Wildlife Refuge - Battle of Midway National Memorial - Hawaii State Seabird Sanctuary - Northwestern Hawaiian Islands State Marine Refuge | США (Гаваї і Атол Мідвей)                                                                  | 360000       | 2006            | [ 7 ]   |
| Great Barrier Reef Marine Park | Австралія                                                                                  | 345400       | 1975            | [ 8 ]   |
| Транскордонний заповідник Каванго-Замбезі - Luiana Game Reserve - Mavinga Game Reserve - Національний парк Чобе - Makgadikgadi National Park - Nxai Pan National Park - Заповідник Моремі - Mamili National Park - Mudumu National Park - Bwabwata National Park - Рівнина Ліува - Національний парк Кафуе - Мосі-оа-Тунья - Сіома-Нгвезі - Хванге - Kazuma Pan National Park - Національний парк Замбезі - Водоспад Вікторія | Ангола, Ботсвана, Намібія, Замбія, Зімбабве                                                | 387132       | 2010***         | [ 9 ]   |
| Marianas Trench National Monument | Маріанські острови, США                                                                    | 250000       | 2009            |         |
| Macquarie Island Commonwealth Marine Reserve | Австралія                                                                                  | 162000       |                 | [ 10 ]  |
| Галапагоський морський заповідник | Еквадор (Галапагоські острови)                                                             | 133000       | 1986            |         |
| Прикордонний парк Великий Лімпопо - Лімпопо - Makuleke region - Національний парк Банін - Національний парк Зінаве - Мапуту - Національний парк Крюгер - Національний парк Гонарежу - Manjinji Pan Sanctuary - Malipati Safari Area - Senge Communial Land Area | Мозамбік, Південна Африка, Зімбабве                                                        | 99800        | 2002            | [ 11 ]  |
| Національний Арктичний заповідник | Аляска, США                                                                                | 78000        | 1960            |         |
| Дельта Юкону (національний резерват дикої природи) | Аляска, США                                                                                | 77550        | 1980            |         |
| Air and Ténéré Natural Reserves - Aïr and Ténéré National Nature Reserve - Aïr and Ténéré Addax Sanctuary | Нігер                                                                                      | 77360        | 1991            |         |
| Western Eyre Commonwealth Marine Reserve | Австралія (південь Південної Австралії)                                                    | 57946        | 2012            | [ 12 ]  |
| США (Аляска) | 53321                                                                                      | 1980         |                 |         |
| Заповідник Центральна Калахарі | Ботсвана                                                                                   | 52800        | 1961            |         |
| Наміб-Науклуфт (національний парк) | Намібія                                                                                    | 59768        | 1907            | [ 13 ]  |
| Great Australian Bight Commonwealth Marine Reserve | Австралія (південь Південної Австралії)                                                    | 45926        | 2012            | [ 14 ]  |
| Вуд-Буффало (національний парк) | Канада (Альберта і Північно-західні території (Канада))                                    | 44807        | 1922            |         |
| Національний парк Селус | Танзанія                                                                                   | 44600        | 1922            |         |
| Заповідник Ньяса | Мозамбік                                                                                   | 42000        | 1954            |         |
| Великий Арктичний заповідник | Росія                                                                                      | 41692        | 1993            |         |
| Гейтс-оф-зе-Арктик | США (Аляска)                                                                               | 39460        | 1980            |         |
| Монтаньяс-ду-Тумукумакі (національний парк) | Бразилія                                                                                   | 38874        | 2002            |         |
| Parima Tapirapecó National Park | Венесуела                                                                                  | 38290        | 1991            |         |
| Куттінірпаак | Канада (Нунавут)                                                                           | 37775        | 2001            |         |
| Калахарі-Гемсбок - Калахарі-Гемсбок - Gemsbok National Park | Ботсвана, Південна Африка                                                                  | 37256        | 2000            | [ 15 ]  |
| Bernardo O'Higgins National Park | Чилі                                                                                       | 35259        | 1969            |         |
| Rose Atoll Marine National Monument | Американське Самоа                                                                         | 35000        |                 |         |
| Yukon Flats National Wildlife Refuge | Аляска, США                                                                                | 35000        |                 |         |
| Гвіанська Амазонія (національний парк) | Французька Гвіана                                                                          | 33900        | 2007            |         |
| Національний парк Канайма | Венесуела                                                                                  | 30000        | 1962            |         |
| Наганні (національний парк) | Канада (Північно-західні території (Канада))                                               | 30000        | 1976            |         |
| Simpson Desert Regional Reserve | Австралія (Південна Австралія)                                                             | 29239        | 1985            | [ 16 ]  |
| Noatak National Preserve | США (Аляска)                                                                               | 26587        | 1978            |         |
| Букль-дю-Бауле | Малі                                                                                       | 25330        | 1982            |         |
| Лоренц (національний парк) | Західне Папуа, Індонезія                                                                   | 25056        | 1997            |         |
| Деналі (національний парк) | США (Аляска)                                                                               | 24585        | 1917            |         |
| Національний парк Жау | Бразилія                                                                                   | 23000        |                 |         |
| Національний парк «Бома» | Південний Судан                                                                            | 22800        | 2012            |         |
| Національний парк Кафуе | Замбія                                                                                     | 22400        | 1924            |         |
| Етоша (національний парк) | Намібія                                                                                    | 22270        | 1907            | [ 17 ]  |
| Сірмілік (національний парк) | Канада (Нунавут)                                                                           | 22200        | 2001            |         |
| Клуейн (національний парк) | Канада (Юкон)                                                                              | 22013        | 1972            |         |
| Ауюйтук (національний парк) | Канада (Нунавут)                                                                           | 21471        | 2001            |         |
| Tsavo National Park - Східний Цаво (національний парк) - Tsavo West National Park | Кенія                                                                                      | 20812        | 1948            |         |
| Уккусіксалік (національний парк) | Канада (Нунавут)                                                                           | 20500        | 2003            |         |
| Руаха (національний парк) | Танзанія                                                                                   | 20200        | 1964            |         |
| Yellabinna Regional Reserve | Австралія (Південна Австралія)                                                             | 20008        | 1990            | [ 16 ]  |
| Bosawás Biosphere Reserve | Нікарагуа                                                                                  | 20000        | 1991            |         |
| Національний парк Какаду | Австралія (Північні Території)                                                             | 19804        | 1981            |         |
| Nullarbor Regional Reserve | Австралія (Південна Австралія)                                                             | 19198        | 1989            | [ 16 ]  |
| Катмай (національний парк) | США (Аляска)                                                                               | 19122        | 1980            |         |
| Національний парк «Югид ва» | Росія (Комі)                                                                               | 18917        | 1994            |         |
| Національний парк Лагуна Сан-Рафаель | Чилі                                                                                       | 17420        | 1959            |         |
| Салонга (національний парк) | Демократична Республіка Конго                                                              | 17046        | 1984            |         |
| Берег Скелетів (національний парк) | Намібія                                                                                    | 16870        | 1971            |         |
| Maloti-Drakensberg Transfrontier Conservation Area - Golden Gate Highlands National Park - QwaQwa National Park - Sterkfontein Dam Nature Reserve - uKhahlamba Drakensberg Park - Royal Natal National Park - Сехлабатебе | Лесото, Південна Африка                                                                    | 16226        | 2001            | [ 18 ]  |
| Туктут Ноґайт (національний парк) | Канада (Північно-західні території (Канада))                                               | 16340        | 1996            |         |
| Озеро Кларк (національний парк) | США (Аляска)                                                                               | 16309        | 1980            |         |
| Природоохоронна територія Центрального Суринаму | Суринам                                                                                    | 16000        | 1998            |         |
| Національний парк Ману | Перу                                                                                       | 15328        | 1987            |         |
| Національний парк Іона | Ангола                                                                                     | 15150        | 1964            |         |
| Національний парк Серенгеті | Танзанія                                                                                   | 14763        | 1981            |         |
| Хванге | Зімбабве                                                                                   | 14651        | 1930            |         |
| Alberto de Agostini National Park | Чилі                                                                                       | 14600        |                 |         |
| Окапи (заповідник) | Демократична Республіка Конго                                                              | 14000        | 1996            |         |
| Watarru Indigenous Protected Area | Австралія (Південна Австралія)                                                             | 13925        | 2000            | [ 19 ]  |
| Kerinci Seblat National Park | Суматра, Індонезія                                                                         | 13791        | 1982            |         |
| Долина Смерті (національний парк) | США (Каліфорнія)                                                                           | 13630        | 1933            |         |
| Innamincka Regional Reserve | Австралія (Південна Австралія)                                                             | 13540        | 1988            | [ 16 ]  |
| Kati Thanda-Lake Eyre National Park | Австралія (Південна Австралія)                                                             | 13491        | 1985            | [ 16 ]  |
| Глейшер-Бей (національний парк) | США (Аляска)                                                                               | 13287        | 1980            |         |
| Judbarra/Gregory National Park | Австралія (Northern Territory)                                                             | 12882        | 1990            |         |
| Karlamilyi National Park | Австралія (Західна Австралія)                                                              | 12837        | 1977            |         |
| Chiribiquete National Park | Колумбія                                                                                   | 12800        | 1989            | [ 20 ]  |
| Національний парк Фіордланд | Нова Зеландія                                                                              | 12500        | 1952            |         |
| Аулавік (національний парк) | Канада (Північно-західні території)                                                        | 12200        | 1992            |         |
| Національний парк Банк-д'Арґен | Мавританія                                                                                 | 12000        | 1978            |         |
| Ватнайєкюдль (національний парк) | Ісландія                                                                                   | 14200        | 2008            |         |
| Національний парк Упемба | Демократична Республіка Конго                                                              | 11730        | 1939            |         |
| Вапуск (національний парк) | Канада (Манітоба)                                                                          | 11475        | 1996            |         |
| Puinawai Natural Reserve | Колумбія                                                                                   | 10925        | 1989            | [ 21 ]  |
| Берінг-Ленд-Брідж (національний парк) | США (Аляска)                                                                               | 10922        | 1978            |         |
| Джаспер (національний парк) | Канада (Альберта)                                                                          | 10878        | 1907            |         |
| Маіко (національний парк) | Демократична Республіка Конго                                                              | 10830        | 1970            |         |
| Yaigojé Apaporis Natural Park | Колумбія                                                                                   | 10557        | 2009            | [ 22 ]  |
| Yukon-Charley Rivers National Preserve | США (Аляска)                                                                               | 10220        | 1978            |         |
| Іввавік (національний парк) | Канада (Юкон)                                                                              | 10168        | 1984            |         |
| Сімпсон-дезерт | Австралія (Квінсленд)                                                                      | 10120        | 1967            |         |
| Central Karakoram National Park | Пакистан                                                                                   | 10000        | 1993            |         |
| Дабл-ві (біосферний резерват) | Бенін, Буркіна Фасо, Нігер                                                                 | 10000        | 1954            |         |
| Кісама (національний парк) | Ангола                                                                                     | 9960         | 1957            |         |
| Гори Торнґата (національний парк) | Канада                                                                                     | 9600         | 2005            |         |
| Лапонія - Сарек (національний парк) - Падьєланта (національний парк) - Стура-Шефаллет - Муддус (національний парк) | Швеція (Лапландія)                                                                         | 9400         | 1996            | [ 23 ]  |
| Туманні фіорди | США (Аляска)                                                                               | 9246         | 1978            |         |
| Південна Луангва (національний парк) | Замбія                                                                                     | 9050         | 1972            |         |
| Єллоустонський національний парк | США (Айдахо, Монтана і Вайомінг)                                                           | 8983         | 1872            |         |
| Nullarbor Wilderness Protection Area | Австралія (Південна Австралія)                                                             | 8942         | 2013            | [ 16 ]  |
| Природоохоронна територія Нгоронгоро | Танзанія                                                                                   | 8288         | 1959            |         |
| Tadres Reserve | Нігер                                                                                      | 7889         |                 |         |
| Вірунга (національний парк) | Демократична Республіка Конго                                                              | 7800         | 1925            |         |
| Witjira National Park | Австралія (Південна Австралія)                                                             | 7711         | 1985            |         |
| Grand Staircase-Escalante National Monument | США (Юта)                                                                                  | 7571         | 1996            |         |
| Печоро-Ільїчський заповідник | Росія                                                                                      | 7213         | 1930            |         |
| Науель-Уапі | Аргентина                                                                                  | 7050         | 1934            |         |
| Termit Massif Reserve | Нігер                                                                                      | 7000+        | 1962            |         |
| Косцюшко (національний парк) | Австралія (Новий Південний Уельс)                                                          | 6900         | 1967            |         |
| Кобук-Валлі (національний парк) | США (Аляска)                                                                               | 6758         | 1980            |         |
| Банф (національний парк) | Канада (Альберта)                                                                          | 6641         | 1885            |         |
| Alpine National Park | Австралія (Вікторія)                                                                       | 6460         | 1989            |         |
| Муррей-Сансет (національний парк) | Австралія (Вікторія)                                                                       | 6330         | 1991            |         |
| Karijini National Park | Австралія (Західна Австралія)                                                              | 6274         | 1991            |         |
| Mojave National Preserve | США (Каліфорнія)                                                                           | 6211         | 1994            |         |
| Південно-Західний національний парк | Австралія (Тасманія)                                                                       | 6183         | 1955            |         |
| Еверглейдс (національний парк) | США (Флорида)                                                                              | 6105         | 1947            |         |
| Lake Mead National Recreation Area | США (Аризона і Невада)                                                                     | 6053         | 1936            |         |
| Ai-Ais/Richtersveld Transfrontier Park - Ai-Ais Hot Springs - Аї-Аїс-Ріхтерсвелд | Намібія, Південна Африка                                                                   | 6045         | 2003            | [ 24 ]  |
| Кахузі-Бієга (національний парк) | Демократична Республіка Конго                                                              | 6000         | 1980            |         |
| Lake Torrens National Park | Австралія (Південна Австралія)                                                             | 5677         | 1991            |         |
| Міжнародний парк миру Вотертон-Глейшер | Канада (Альберта), США (Монтана)                                                           | 5606         | 1995            |         |
| Vindelfjällen Nature Reserve | Швеція (Лапландія)                                                                         | 5600         |                 | [ 25 ]  |
| Saoyú-ʔehdacho | Канада (Південно-західні території (Канада))                                               | 5587         | 1997            | [ 26 ]  |
| Lake Gairdner National Park | Австралія (Південна Австралія)                                                             | 5481         | 1991            |         |
| Lakefield National Park | Австралія (Квінсленд)                                                                      | 5370         | 1979            |         |
| Glen Canyon National Recreation Area | США (Аризона і Юта)                                                                        | 5076         | 1972            |         |
| Diamantina National Park | Австралія (Квінсленд)                                                                      | 5070         | 1993            |         |
| Конкуаті-Дулі | Республіка Конго                                                                           | 5050         | 1993            |         |
| Уоллемі | Австралія (Новий Південний Уельс)                                                          | 5017         | 1979            |         |
| Yellabinna Wilderness Protection Area | Австралія (Південна Австралія)                                                             | 5007         | 2005            | -       |
| Bafing National Park | Малі                                                                                       | 5000         | 2000            |         |
| Сіома-Нгвезі | Замбія                                                                                     | 5000         |                 |         |
| Гарамба (национальный парк) | Демократична Республіка Конго                                                              | 4920         | 1938            |         |
| Staaten River National Park | Австралія (Квінсленд)                                                                      | 4700         | 1977            |         |
| Oyala Thumotang National Park | Австралія (Квінсленд)                                                                      | 4570         | 1994            |         |
| Cairngorms National Park | Шотландія                                                                                  | 4528         | 2003            |         |
| Kahurangi National Park | Нова Зеландія                                                                              | 4520         | 1996            |         |
| Drysdale River National Park | Австралія (Західна Австралія)                                                              | 4483         | 1974            |         |
| Катаві (національний парк) | Танзанія                                                                                   | 4471         | 1974            |         |
| Franklin-Gordon Wild Rivers National Park | Австралія (Тасманія)                                                                       | 4570         | 1908            |         |
| Національний парк Лос-Гласьярес | Аргентина                                                                                  | 4459         | 1981            |         |
| Вонтут (національний парк) | Канада (Юкон)                                                                              | 4345         | 1995            |         |
| Таман-Негара | Малайзія                                                                                   | 4343         | 1938            |         |
| Нуабале-Ндокі | Республіка Конго                                                                           | 4000         | 1993            |         |
| ROSCI0227 — Sighisoara, Tarnava Mare, Podisul Hartibaciului | Румунія                                                                                    | 3600         | 2008            | [ 28 ]  |

## Ресурси Інтернету
1. ↑  MPAtlas  [Архівовано 6 липня 2015 у Wayback Machine.]
2. ↑  Environment Protection and Biodiversity Conservation (Commonwealth Marine Reserves) Proclamation 2012 - F2012L02188. Commonwealth of Австралія, Comlaw. Архів оригіналу за 2 квітня 2015. Процитовано 19 березня 2015.
3. ↑  Statistics Greenland, Greenland in Figures, 2009 [Архівовано 19 липня 2011 у Wayback Machine.]
4. ↑  Chagos Conservation Trust, About - Chagos Marine Reserve [Архівовано 5 липня 2012 у Wayback Machine.]
5. ↑  Архівована копія. Архів оригіналу за 7 вересня 2014. Процитовано 11 серпня 2015.{{cite web}}:  Обслуговування CS1: Сторінки з текстом «archived copy» як значення параметру title (посилання) [Архівовано 2014-09-07 у Wayback Machine.]
6. ↑  UNESCO's World Heritage listing for PIPA. Архів оригіналу за 8 квітня 2020. Процитовано 11 серпня 2015.
7. ↑  UNESCO's World Heritage listing for Papahānaumokuākea. Архів оригіналу за 28 квітня 2019. Процитовано 11 серпня 2015.
8. ↑  Great Barrier Reef Marine Park Authority, The Great Barrier Reef Marine Park [Архівовано 27 травня 2014 у Wayback Machine.]
9. ↑  South African Peace Parks, Kavango — Zambezi [Архівовано 19 грудня 2009 у Wayback Machine.]
10. ↑  Macquarie Island Commonwealth Marine Reserve. Commonwealth of Австралія. Архів оригіналу за 13 липня 2015. Процитовано 11 липня 2015.
11. ↑  South African Peace Parks, Great Limpopo[недоступне посилання з липня 2019]
12. ↑  Western Eyre Commonwealth Marine Reserve. Department of the Environment (DoE). Архів оригіналу за 26 червня 2015. Процитовано 12 липня 2015.
13. ↑  Namib Naukluft Park. Архів оригіналу за 3 березня 2016. Процитовано 11 серпня 2015.
14. ↑  Great Australian Bight Commonwealth Marine Reserve. Department of Environment. Архів оригіналу за 23 березня 2015. Процитовано 19 березня 2015.
15. ↑  South African Peace Parks, Kgalagadi [Архівовано 15 грудня 2009 у Wayback Machine.]
16. 1 2 3 4 5 6  Protected Areas Information System - reserve list (as of 25 November 2014) (PDF). Department of Environment Water and Natural Resources. Архів оригіналу (PDF) за 2 липня 2015. Процитовано 8 січня 2015.
17. ↑  Etosha National Park. Архів оригіналу за 5 серпня 2015. Процитовано 11 серпня 2015.
18. ↑  South African Peace Parks, Maloti-Drakensberg [Архівовано 24 липня 2010 у Wayback Machine.]
19. ↑  Terrestrial Protected Areas of South Australia (see 'DETAIL' tab). CAPAD 2012. Australian Government - Department of the Environment. 6 лютого 2014. Архів оригіналу за 22 лютого 2014. Процитовано 6 лютого 2014.
20. ↑  Parques Nacionales Naturales de Colombia. Архів оригіналу за 7 червня 2012. Процитовано 18 серпня 2012. [Архівовано 2012-06-07 у Wayback Machine.]
21. ↑  Parques Nacionales Naturales de Colombia. Архів оригіналу за 4 березня 2016. Процитовано 22 серпня 2012. [Архівовано 2016-03-04 у Wayback Machine.]
22. ↑  Parques Nacionales Naturales de Colombia (Spanish) . Архів оригіналу за 24 січня 2013. Процитовано 22 серпня 2012. [Архівовано 2013-01-24 у Wayback Machine.]
23. ↑  UNESCO's World Heritage listing for the Laponian Area. Архів оригіналу за 10 березня 2013. Процитовано 11 серпня 2015.
24. ↑  South African Peace Parks, |Ai-|Ais-Richtersveld [Архівовано 9 червня 2009 у Wayback Machine.]
25. ↑  Vindelfjällen Nature Reserve. Архів оригіналу за 19 квітня 2013. Процитовано 29 березня 2022.
26. ↑  CPAWS welcomes permanent protection for Saoyú-?ehdacho in NWT [Архівовано 4 лютого 2015 у Wayback Machine.] Canadian Parks and Wilderness Society, 2009
27. Wilderness Advisory Committee Annual Report 2012-13 (PDF). September 2013: 19. ISSN 1832-9357. Архів оригіналу (PDF) за 12 липня 2015. Процитовано 17 березня 2014.
28. ↑  Administration of ROSCI0227 — ATMH,  Administration of ROSCI0227 — ATMH  [Архівовано 8 лютого 2013 у Wayback Machine.]